# Astronauti (singolo)
Astronauti è un singolo della cantante italiana Margherita Vicario, pubblicato il 18 marzo 2022 dall'etichetta Island Records.

## Descrizione
In un'intervista a Billboard Italia, la Vicario ha affermato che il brano è dedicato alle persone che la ascoltano:

## Video musicale
Il videoclip del brano, realizzato con materiale video montato da Roberto Cruciani e Giovanni Vicario, è stato pubblicato contestualmente all'uscita del singolo sul canale YouTube della cantante.

## Tracce
Testi di Margherita Vicario e Jacopo Ettorre, musiche di Dade.
1. Astronauti – 3:06